# 2025 في السعودية
تحتوي هذه المقالة على أهم الأحداث التي شهدتها السعودية في 2025، إضافة إلى أهم الشخصيات السعودية التي وُلدت أو تُوفيت في هذه السنة.

## السياسة

### الحكم
الملك: سلمان بن عبد العزيز آل سعود

### تعيينات

#### يناير
- 26: فواز بن علاء الرابح رئيسًا تنفيذيًّا لمركز برنامج التحوُّل الوطني.[1]

#### مارس
- 23: إبراهيم بن حمد الراشد، رئيسًا تنفيذيًا لبنك المنشآت الصغيرة والمتوسطة.[2]
- 27:
  - خالد بن بندر بن سلطان بن عبدالعزيز آل سعود، مستشارًا في وزارة الخارجية بالمرتبة الممتازة.[3]
  - صالح بن عبدالرحمن بن سمير الحربي، ترقيته الى رتبة فريق ركن، ويُعيّن رئيسًا للجهاز العسكري.[4]

#### أبريل
- 9: دوغلاس غوتييه، رئيسًا تنفيذيًا للمجمع الملكي للفنون بحديقة الملك سلمان بالرياض.[5]
- 24: عبدالعزيز بن سلمان بن عبدالعزيز آل سعود، رئيسًا لمجلس أمناء جامعة الملك عبدالله للعلوم والتقنية «كاوست».[6]
- 29: خالد بن صالح الخطاف، رئيسًا تنفيذيًا للهيئة السعودية لتسويق الاستثمار.[7]

#### مايو
- 8:
  - محمد بن عبد العزيز بن محمد بن عبد العزيز، أميراً لمنطقة جازان بمرتبة وزير.[8]
  - ناصر بن محمد بن عبد الله بن جلوي، نائباً لأمير منطقة جازان بالمرتبة الممتازة.[8]
  - عبد العزيز بن محمد بن عبد العزيز بن عياف آل مقرن، مكلفاً بالقيام بأعمال نائب وزير الداخلية بالإضافة إلى كونه مستشاراً خاصاً للملك.[8]
  - ناصر بن عبد العزيز الداود، نائباً لوزير الحرس الوطني بمرتبة وزير.[8]
  - فهد بن عبد الله العسكر، نائباً لرئيس الديوان الملكي بمرتبة وزير.[8]
  - تميم بن عبد العزيز السالم، نائباً للسكرتير الخاص لخادم الحرمين الشريفين بمرتبة وزير.[8]
  - فهد بن سعد بن فيصل بن سعد الأول آل عبد الرحمن آل سعود، نائباً لأمير منطقة القصيم بالمرتبة الممتازة.[8]
  - بندر بن مقرن بن عبد العزيز، مستشاراً بالديوان الملكي بالمرتبة الممتازة.[8]
  - محمد بن سعود بن موسى التميمي، محافظاً للهيئة الوطنية لإدارة الطوارئ بمرتبة وزير.[8]
  - إيناس بنت سليمان بن محمد العيسى، نائباً لوزير التعليم بالمرتبة الممتازة.[8]
  - عبد الله بن سراج بن مصطفى زقزوق، رئيساً للشؤون الخاصة لولي العهد بالمرتبة الممتازة.[8]
  - هشام بن عبد العزيز بن عثمان بن سيف، مستشاراً لوزير الدفاع لشؤون الاستخبارات بالمرتبة الممتازة.[8]

### الإعفاءات

#### مايو
- 8:
  - محمد بن ناصر بن عبد العزيز، أمير منطقة جازان.[8]
  - ناصر بن عبد العزيز الداود، نائب وزير الداخلية.[8]
  - فهد بن سعد بن فيصل بن سعد الأول آل عبد الرحمن آل سعود، عضو مجلس الشورى.[8]

## أحداث

### يناير
- 1:
  - وصول وفد سوري رسمي للحكومة السورية الجديدة ضمَّ كلاً من وزير الخارجية أسعد الشيباني ووزير الدفاع مرهف أبو قصرة ورئيس جهاز الاستخبارات أنس خطاب إلى مطار الملك خالد الدولي بالعاصمة السعودية بالرياض في أول زيارة خارجية.[9]

- - وصول طائرة الإغاثة السعودية الأولى إلى مطار دمشق ضمن جسر إغاثي سعودي جوي إلى سوريا.[10][11]

- 5: انطلاق «المسار البرتقالي» ضمن شبكة قطار الرياض لتكتمل مسارات شبكة القطار الستة.[12]

- 8: انطلاق مباريات كأس السوبر الإسباني في مدينة جدة غرب السعودية، ومن المقرر أن تستمر إلى 12 يناير.[13]

- 10: جائزة الملك فيصل تعلن أسماء الفائزين لعام 2025م.[14]

### فبراير
- 18: السعودية تستضيف محادثات بين روسيا والولايات المتحدة في الرياض.[15]

- 20: اعتمد الملك سلمان بن عبدالعزيز ، رمز عملة الريال السعودي "" في خطوة تهدف إلى تعزيز هوية العملة الوطنية. ويجسد الرمز ثقافة السعودية وتراثها الأصيل، حيث يحمل الرمز اسم "ريال" بتصميم مستوحى من الخط العربي.[16]

- 22: المنتخب السعودي للشباب يتأهل إلى نهائيات كأس العالم تحت 20 سنة لكرة القدم المقرر إقامتها في تشيلي للعام 2025م.[17]

- 24: الإعلان عن تدشين أول مدينة صناعية تختص بصيانة وتصنيع الطائرات في مدينة جدة.[18]

- 26:
  - البدء بتشغيل محطة قصر الحكم إحدى محطات قطار الرياض الرئيسية.[19]

- - الإعلان عن افتتاح مشروع المسار الرياضي في مرحلته الأولى.[20]

### مارس
- 3: رئيس لبنان جوزاف عون يصل إلى السعودية في أول زيارة رسمية له منذ توليه الرئاسة.[21]
- 16: إطلاق مشروع «خريطة العمارة السعودية» والذي يضم تسعة عشر نمطاً وطرازاً معمارياً لتشمل مختلف مدن مناطق السعودية.[22]
- 29: ثبوت رؤية هلال شوال حسب مرصد تمير على أن يكون يوم الأحد 30 مارس أول أيام عيد الفطر.[23]
- 30:
  - أول أيام عيد الفطر 1 شوال في السعودية إلى جانب عدد من الدول منها الإمارات وفلسطين والكويت والبحرين وقطر ولبنان.[24]
  - ولي العهد محمد بن سلمان يعلن عن اتخاذ إجراءات لمواجهة ارتفاع أسعار العقار في مدينة الرياض.[25]

### أبريل
- 9: هيئة التراث تعلن أن السعودية تضم أطول سجل مناخي في شبه الجزيرة العربية يعود إلى ثمانية ملايين سنة وذلك عبر تحليل عدد من المتكونات الكهفية في دحول الصمان بمشاركة عدد من المراكز والباحثين المحليين والدوليين.[26]
- 16: وزارة الثقافة تطلق الخط الأول والخط السعودي.[27]
- 27: الإعلان عن اكتشاف مستعمرة مرجانية ضخمة من نوع «بافونا» في وجهة أمالا في البحر الأحمر ويعود تاريخها إلى 800 عام.[28]
- 28: ولي العهد محمد بن سلمان يتبرع بمبلغ مليار ريال سعودي لجود الإسكان أحد البرامج الداعمة لتمليك الإسكان.[29]

### مايو
- 3: النادي الأهلي السعودي يتوج ببطولة دوري أبطال آسيا للنخبة للمرة الأولى في تاريخه بعد تغلبه على نادي كاواساكي فرونتالي الياباني بهدفين مقابل لا شيء.[30]
- 12: ولي العهد محمد بن سلمان يعلن عن إطلاق شركة هيوماين للذكاء الاصطناعي.[31]
- 13: عقدت القمة السعودية الأمريكية في الديوان الملكي في قصر اليمامة في مدينة الرياض برئاسة ولي العهد الأمير محمد بن سلمان بن عبد العزيز آل سعود، و الرئيس الأمريكي دونالد ترامب.[32]
- 26: الإعلان عن اكتشاف بترولي جديد شمال حقل الوفرة في المنطقة المقسومة بين السعودية والكويت.[33]

### يونيو
- 24: الاتحاد الدولي لصون الطبيعة (IUCN) يعلن عن إدراج محمية عروق بني معارض ضمن القائمة الخضراء للمناطق المحمية.[34]

### يوليو
- 1: نادي الهلال يبلغ دوري الثمانية في بطولة كأس العالم للأندية بعد تغلبه على مانشستر سيتي الإنجليزي.[35]
- 6: ريف السعودية تعلن عن تطبيق نظام «القطعان الذكية» لإدارة مزارع الماشية؛ ليكون الأول من نوعه على مستوى العالم.[36]
- 8: وافق مجلس الوزراء السعودي برئاسة ولي العهد الأمير محمد بن سلمان بن عبدالعزيز آل سعود على نظام تملك غير السعوديين للعقار.[37]
- 28: انعقاد مؤتمر في نيويورك حول غزة والقضية الفلسطينية والنظر في حل الدولتين وذلك برعاية سعودية فرنسية؛ والذي استمر حتى يوم 30 من الشهر نفسه.[38]

## وفيات

### يناير
- 4: منى الصلح، أميرة سعودية من أصل لبناني وهي زوجة الأمير طلال بن عبد العزيز آل سعود وابنة رياض الصلح (و. 1938).[39]
- 16: أحمد بن علي مباركي، عضو هيئة كبار العلماء وعضو إدارة البحوث العلمية والإفتاء سابقًا (و. 1949).[40]
- 21: عبد العزيز بن مشعل بن عبد العزيز آل سعود، شغل منصب الرئيس التنفيذي لـ مجموعة الشعلة القابضة وأحد أبناء الأمير مشعل بن عبد العزيز آل سعود.[41]
- 28: محمد بن فهد بن عبد العزيز آل سعود، أمير المنطقة الشرقية السابق وأحد أبناء الملك فهد (و. 1950).[42]
- 31:
  - ناصر الصالح، ملحن سعودي (و. 1961).[43]
  - محمد الطويان، ممثل ومؤلف وفنان تشكيلي (و. 1945).[44][45]

### مارس
- 5: عبد العزيز بن صالح العقيل، إعلامي وأديب.[46]
- 27: مطلب بن عبد الله النفيسة، سياسي شغل منصب وزير دولة وعضو مجلس الوزراء (و. 1937).[47]

### أبريل
- 16: محمد بن علي الفايز، سياسي ووزير سابق تولى عدداً من المناصب آخرها وزارة الخدمة المدنية (و. 1937).[48]
- 20: سعد بن عبد الرحمن البواردي، أديب وشاعر من روَّاد الصِّحافة في السعودية (و. 1930).[49]

### مايو
- 3: سعد البريك، داعية وإمام وخطيب ومحامٍ ومستشارٌ قانوني (و. 1962).[50]
- 14: سامي الرحيلي، مهندس وخبير ومؤرخ طيران ومحقق كوارث جوية وويكيبيدي (و. 1967).[51]

### يونيو
- 15: أمين ساعاتي، أكاديمي، ومؤرخ رياضي (و. 1945).[52]

### يوليو
- 9: ربيع بن هادي المدخلي، مُحدِّث وعالم مسلم سلفي (و. 1933).[53]
- 19: الوليد بن خالد بن طلال بن عبد العزيز آل سعود، أمير سعودي.